# Taxi (britische Band)
Taxi war eine britische Popgruppe, die in den Jahren 1977 bis 1979 vier Alben veröffentlichte.

## Geschichte
Als ab 1974 die Bay City Rollers weltweite Erfolge erzielten, brachten vorwiegend englische Produzenten Konkurrenzbands auf den Musikmarkt, die kurz- bis mittelfristige Erfolge verbuchen konnten. Zu den erfolgreichsten Vertretern gehörten Kenny, Hello und Slik. Die beiden englischen Komponisten und Produzenten Dave Hunt und Colin Frechter stellten 1976 mit Paul DeBiase (Gesang, Gitarre), Ross Burgess (Gitarre, Gesang), Phil Polcaro (Gitarre, Gesang), Joe DeBiase (Bass, Gesang) und Pasquale Polcaro (Schlagzeug) eine junge Gruppe zusammen, mit der sie sich bewusst auf den lukrativen deutschen Markt konzentrierten.
Um das Interesse der jugendlichen deutschen Musikkonsumenten auf ihre Gruppe Taxi zu richten, wurde der Verkaufspreis sehr niedrig angesetzt: Die erste, im Frühjahr 1977 veröffentlichte LP First erschien auf dem Label Europa und war zum Preis von 6,00 DM käuflich zu erwerben. Damit kostete sie so viel wie die erste Single You Got Your Way In The End O.K. Die Single platzierte sich in einigen Radiohitparaden und bescherte Taxi einen Achtungserfolg, die LP verkaufte sich einige zehntausend Mal. Ähnliche Erfolge erzielte die Gruppe mit dem Ende 1977 veröffentlichten Album Do You Love Me und den beiden Singles Do You Love Me / Sha La La Lee und Gonna Be A Star. Es folgten einige Fernsehauftritte im deutschen Fernsehen, die deutsche Presse berichtete über die Gruppe und feierte sie schon als Nachfolger der Bay City Rollers. Allerdings war der Erfolg nur von kurzer Dauer.
Ihre dritte, bei EMI Electrola erschienene LP Taxi und die daraus ausgekoppelten Singles Goodbye Caroline und Back On The Road Again stießen nur noch auf ein geringes Publikumsecho. Nach einer weiteren LP mit dem Titel „I’m The One“ im Jahre 1979 verschwand die Gruppe ohne weitere Schallplattenveröffentlichungen wieder von der Bildfläche.

## Diskografie

### Singles
- 1977: You Got Your Way In The End O.K. / It's No Use Pretending
- 1977: Do You Love Me/Sha La La Lee / Have You Heard
- 1978: Gonna Be A Star / Please Love Me
- 1978: Caroline Goodbye / Ask No Question
- 1979: Back On The Road Again / Empty Arms

### Alben
- 1977: First (Europa 111555.3)
- 1977: Do You Love Me (Europa 111556.1)
- 1978: Taxi (EMI 1C 064-61 666)
- 1979: I’m The One (EMI 1C 064-63 193)